# NGC 5295
NGC 5295 је елиптична галаксија у сазвежђу Жирафа која се налази на NGC листи објеката дубоког неба.
Деклинација објекта је + 79° 27' 34" а ректасцензија 13h 38m 39,3s. Привидна величина (магнитуда) објекта NGC 5295 износи 14,3 а фотографска магнитуда 15,3. NGC 5295 је још познат и под ознакама MCG 13-10-9, CGCG 353-23, NPM1G +79.0112, PGC 48215.